# Per Averti
«Per Averti» (укр. «Заради тебе») — пісня та сингл італійського співака і кіноактора Адріано Челентано, з альбому «Esco di rado e parlo ancora meno» 2000 року.

## Про пісню
Пісня була першим треком альбому Адріано Челентано «Esco di rado e parlo ancora meno», що вийшов 10 листопада 2000 року, музику написав композитор Джанні Белла, а текст — пісняр Могол. Темою пісні були любовні стосунки, що загалом притаманно текстам більшості пісень, які Могол писав для Челентано. Музичний сайт «Discogs.com» характеризує музику пісні як поп, тоді як сайт «AllMusic» називає її італо-попом. У записі пісні брали участь американський гітарист Майкл Томпсон та аранжувальник Фіо Дзанотті, як і всіх композицій альбому.

## Сингл
У 2000 році пісня була випущена як сингл CD в Італії власним лейблом Челентано «Clan Celentano». Хоча альбом «Esco di rado e parlo ancora meno» і очолив італійський чарт, не існує жодних данних щодо потрапляння пісні «Per Averti», як й усіх синглів альбому, до італійського «топ-100» чарту найкращих синглів, хоча в італійських джерелах вказується, що вона сприяла успіху альбому. Обкладинка синглу мала спільну з альбомом концепцію оформлення — вона містила лише літери назви пісні на білому тлі.

## Оцінки
Музичний сайт «AllMusic» назвав пісню «Per Averti» «початковим треком, що задає тон альбому, мелодійним італо-попом з простими текстами про кохання і жінок».
Італійський музичний критик Франко Дзанетті у своїй рецензії 2000 року відзначив, що «Per averti» «має ефектний і захопливий хід, і аранжування досвідченого Фіо Дзанотті, яке сприяє трансляції на радіо», але він негативно відізвався щодо тексту пісні, сказавши «не можна мовчати вже у вступі, що тексти написані Моголом для „Esco di rado (e parlo ancora meno)“, другого твору команди, що складається з Адріано та Джанні Белла з нагоди попереднього „Io non so parlar d'amore“, часто виявляються не на очікуваній висоті. „Щоб мати тебе, я зробив би все, окрім того, від чого втрачу самоповагу“, „Я помираю, вкушений змією, не маючи сироватки“ [...] речі з фестивалю Санремо п'ятдесятих / шістдесятих років; речі, настільки точно датовані, що змушує думати, що насправді йдеться про результат вмілого використання стилю. Давайте домовимось: я не хочу розпочинати дискусію стосовно змісту пісень, мене повністю влаштовує, що Адріано співає про любов (або про будь-яку іншу річ, лише не про соціологію чи екологію). Мене цілком влаштовує, що він співає у традиційній, ба навіть трохи у ретро манері. Але якщо б він співав би менш незручні тексти, я би був задоволений більше».
Інший італійський музичний критик та блогер Ніко Донвіто у своєму огляді 2020 року вважав що сингл «Per Averti» сприяв великому успіху альбому «Esco di rado e parlo ancora meno», а також виконання Челентано як цієї, так й інших пісень альбому, на авторському телешоу співака «125 milioni di caz..te».

## Відеокліп
До пісні був створений відеокліп, який транслювався на різних італійських музичних телеканалах, і на «Video Italia» у тому числі. На початку кліпу з'являється Челентано у чорному капелюсі та плащі і темних окулярах. Потім демонструються кадри процесу запису альбому «Esco di rado e parlo ancora meno» в студії, де, окрім Челентано, присутній його дружина, Клаудія Морі, композитор Джанні Белла, текстяр Могол, американський гітарист Майкл Томпсон, аранжувальник Фіо Дзанотті й інший технічний персонал. Далі з'являються кадри фотосесії Челентано для створення обкладинки альбому, де він позує у темних окулярах біля стіни та чорно-білі кадри розмови співака з молодою жінкою. Деякі кадри неодноразово повторюються протягом відео.

## Живе виконання та використання
«Per Averti» виконувалася Челентано наживо лише на його авторському телешоу «125 milioni di caz..te» 2001 року, вона не потрапила до жодної збірки співака.

## Трек-лист
«Esco di rado e parlo ancora meno»
| #  | Назва                      | Автор слів | Автор музики | Тривалість |
| -- | -------------------------- | ---------- | ------------ | ---------- |
| 1. | «Per Averti» (Заради тебе) | Могол      | Джанні Белла | 5:03       |

Сингл «Per Averti»
| #  | Назва                      | Автор слів | Автор музики | Тривалість |
| -- | -------------------------- | ---------- | ------------ | ---------- |
| 1. | «Per Averti» (Заради тебе) | Могол      | Джанні Белла | 5:03       |

## Учасники запису та виробництво
- Головний вокал — Адріано Челентано
- Ударні — Леле Мелотті
- Бас-гітара — П'єр Мікелатті
- Клавішні — Фіо Дзанотті
- Соло-гітара — Майкл Томпсон
- Автори музики — Джанні Белла, Розаріо Белла
- Автор тексту — Могол

Виробництво
- Lunapark Edizioni Musicali S.r.l. — Edizioni Musicali Nuova Gente R.B. S.n.c. — L'Altra meta S.r.l.

## Видання
| Назва      | Формат                 | Лейбл          | Маркування | Країна | Рік  |
| ---------- | ---------------------- | -------------- | ---------- | ------ | ---- |
| Per Averti | CD, Single, Promo, Car | Clan Celentano | CLN 4007   | Італія | 2000 |